# Elektriciteitscentrale van Ruien
De Elektriciteitscentrale van Ruien is een voormalige thermische kolencentrale. Ze bevond zich op de rechteroever van de Schelde, in de deelgemeente Ruien, Oost-Vlaanderen, België.

## Bouw
De centrale werd gebouwd in 1958 en was lang de voornaamste en grootste elektrische en thermische centrale in België. Zij was eigendom van Electrabel, onderdeel van de Engie-groep. Steenkool was de voornaamste brandstof, maar ook aardgas, olijfpitten, houtschilfers en onbehandeld houtafval werden er verbrand voor het produceren van elektriciteit.

## Sluiting
Op 16 mei 2012 gaf uitbater Electrabel te kennen de centrale tegen september 2013 volledig te willen sluiten omdat deze niet meer rendabel was. De effectieve stillegging gebeurde reeds eind maart 2013, maar ze bleef nog enige maanden stand-by voor het leveren van reservediensten. Met de sluiting verdween de elektriciteitscentrale met de hoogste CO2-uitstoot van het land.

## Herontwikkeling terrein
In mei 2014 raakte bekend het ganse terrein werd verkocht aan privé-investeerders, waarvan één in handen is van de Kluisbergense burgemeester Philippe Willequet. De afbraak en sanering van het terrein zou 3 jaar duren. Nadien wordt de site heringericht als bedrijvenzone.
Op 3 juni 2017 werden de schoorstenen en de koeltoren met explosieven naar beneden gehaald.

## Foto's

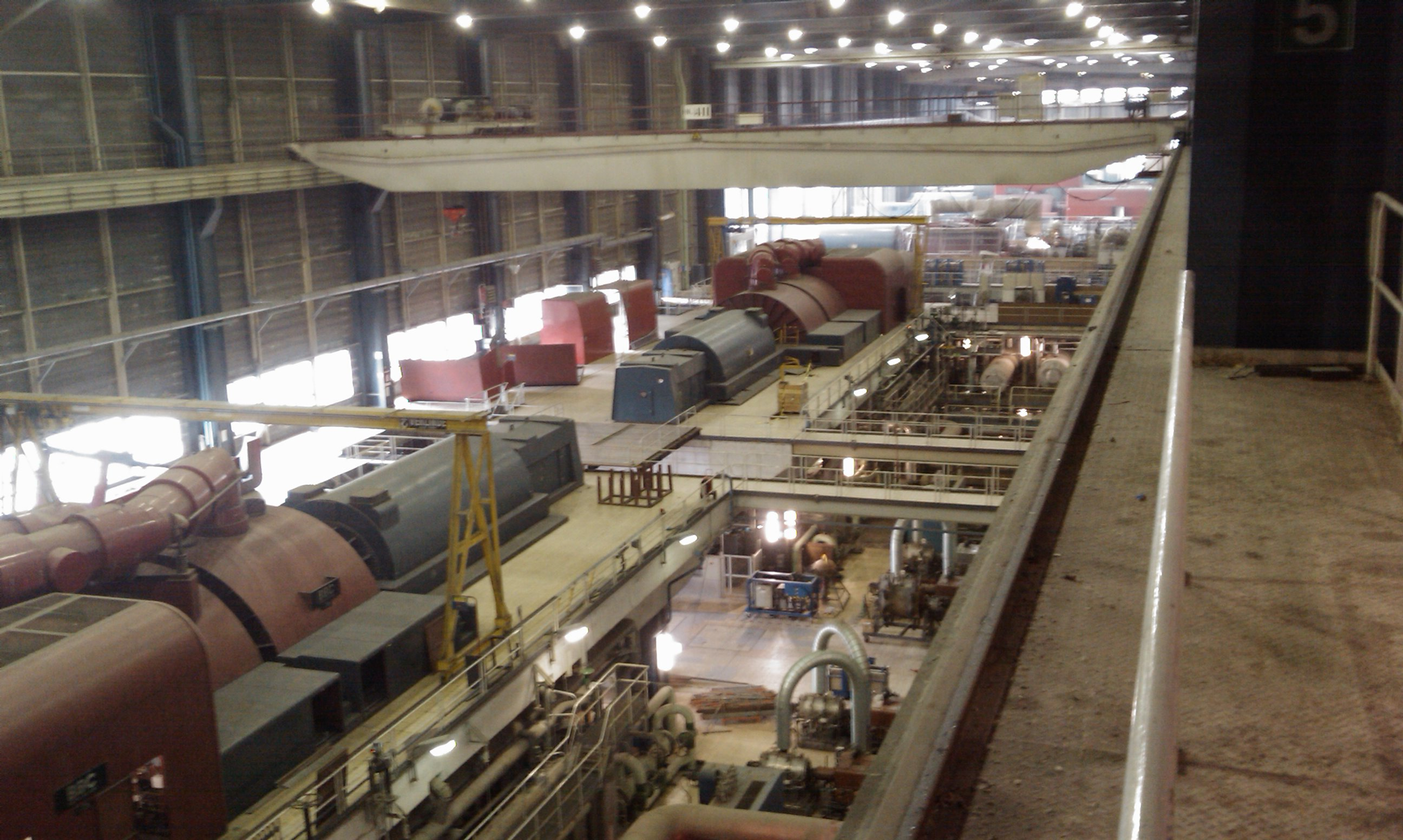
Turbines
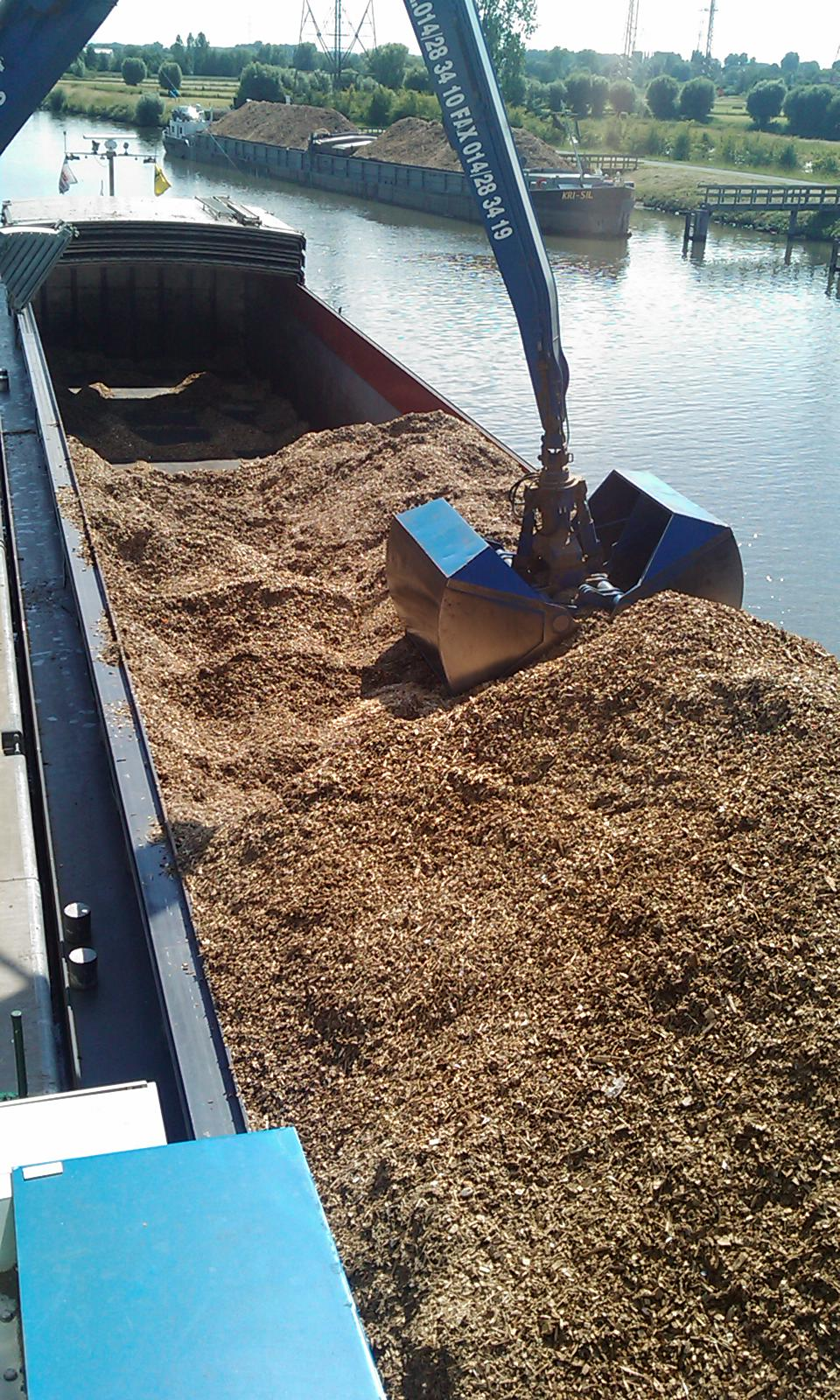
Vervoer van houtpellets